# Valter Neeris
Valter Neeris (Tallinn, 21 marzo 1915 – Velikije Luki, 30 dicembre 1942) è stato un calciatore estone, di ruolo difensore.

## Palmarès

### Club

#### Competizioni nazionali
- Campionato estone: 5

Estonia Tallinn: 1934, 1935, 1936, 1937-1938, 1938-1939